# Niko Galešić
Niko Galešić (Berlin, 26. ožujka 2001.) hrvatski je nogometaš koji igra na poziciji stopera. Trenutačno igra za Dinamo Zagreb. 
Rođen je u Njemačkoj, Galešić je izdanak klubova Viktorije 1889, Herthe i Rijeke. Podrijetlom je iz Podhuma kod Livna. Dana 25. srpnja 2020. godine u utakmici protiv Istre 1961 debitirao je u hrvatskom prvenstvu. 
Galešić je pomogao HNK Rijeci da osvoji Kup Hrvatske 2020. Početkom 2022. godine prešao je na posudbu u NK Hrvatski dragovoljac Zagreb. Dana 30. siječnja u utakmici protiv Lokomotive debitirao je za novi klub. 11. veljače u utakmici protiv Šibenika, postigao je svoj prvi pogodak za Hrvatski dragovoljac. Po isteku posudbe Galešić se vratio u Rijeku. Dana 24. rujna, u utakmici protiv Slaven Belupa, Niko je postigao svoj prvi pogodak za momčad. Zabio je gol u utakmici protiv Rudeša, kojim je Rijeka izborila polufinale Hrvatskog kupa krajem veljače 2024.
Kao članreprezentacije Hrvatske do 21 godine Niko Galešić sudjelovao je na Europskom prvenstvu 2023. godine.

## Vanjske poveznice
- Profil, Hrvatski nogometni savez
- Niko Galešić, Soccerway (engl.)